# Ludwika Anhalcka
Ludwika Anhalcka, niem. Louise von Anhalt-Dessau (ur. 10 lutego 1631, zm. 25 kwietnia 1680 w Oławie) – regentka księstwa legnicko-brzeskiego w latach 1672–1675, panująca księżna oławsko-wołowska w latach 1672–1680, córka Jana Kazimierza von Anhalt-Dessau i Agnieszki von Hessen-Kassel, matka ostatniego Piasta śląskiego, Jerzego Wilhelma.

## Życiorys

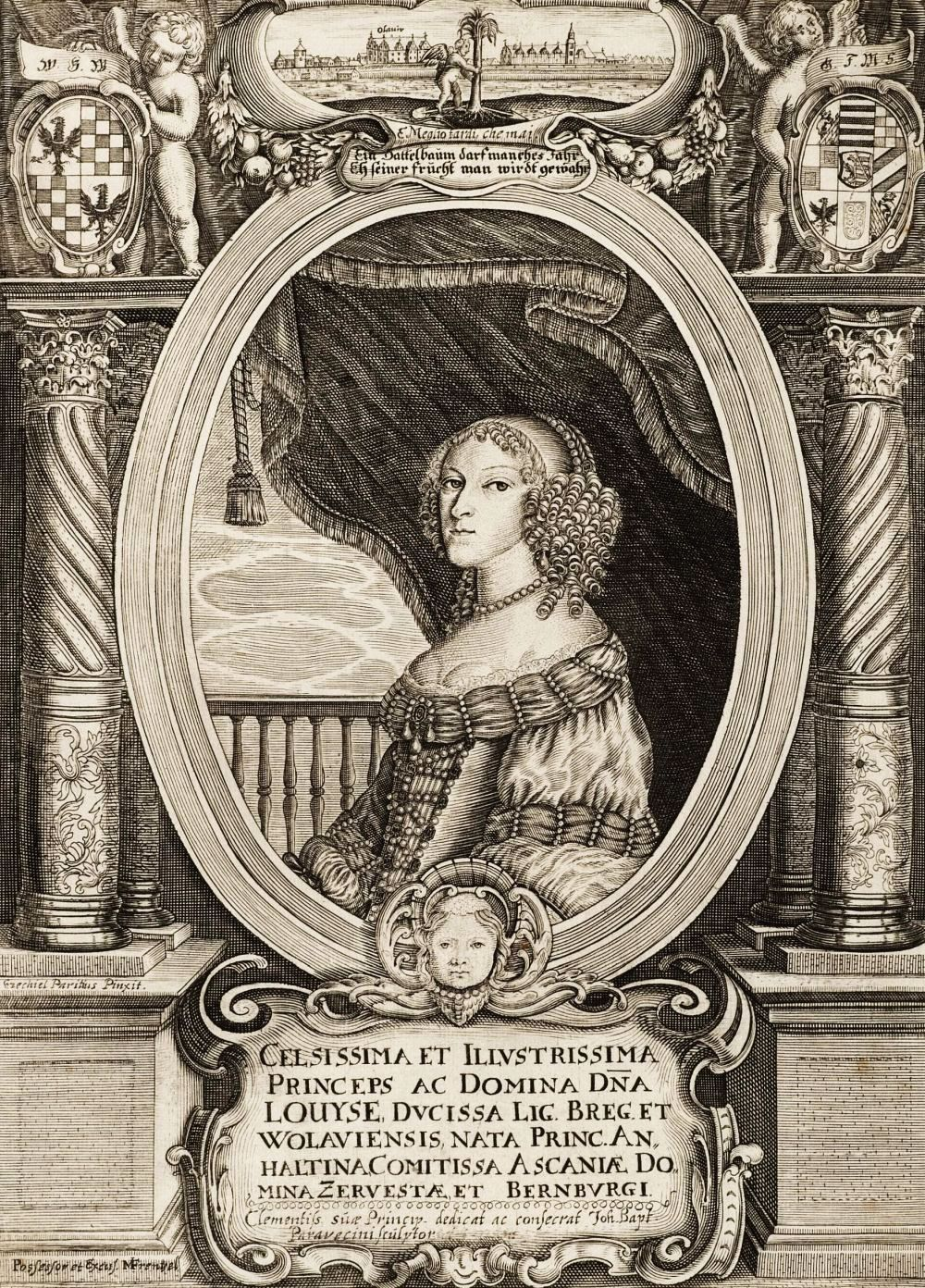
Ludwika Anhalcka

Po śmierci męża Chrystiana, księcia wołowskiego (1664–1672), który odziedziczył księstwo legnicko-brzeskie po swoich starszych braciach, Ludwika Anhalcka została regentką księstwa w imieniu małoletniego syna Jerzego Wilhelma (ur. w 1660). Otrzymała Wołów i Oławę jako oprawę wdowią. Księżna, będąca osobą tolerancyjną i wielkoduszną, wspomagała finansowo katolików, co nie mogło podobać się protestanckim mieszkańcom księstwa. Postanowili oni przyspieszyć uzyskanie pełnoletniości przez syna księżnej i, wbrew jej protestom, cesarz Leopold I ogłosił piętnastoletniego Jerzego Wilhelma pełnoletnim i władcą księstwa. Wkrótce potem, wraz z jego przedwczesną śmiercią w 1675 roku, linia piastowskich książąt legnicko-brzesko-wołowskich wymarła.
Ludwika Anhalcka ostatnie lata życia poświęciła budowie barokowego Mauzoleum Piastów Śląskich w Legnicy, przy kościele św. Jana Chrzciciela, które miało upamiętnić wymarły ród Piastów.
Wyznawała kalwinizm, podobnie jak mąż i syn.
| Jan Chrystian brzeski ur. 28 VIII 1591 zm. 25 XII 1639 | Jan Chrystian brzeski ur. 28 VIII 1591 zm. 25 XII 1639 |                                                 |                                                 | Dorota Sybilla Hohenzollern 1) ur. 9 X 1590 zm. 9 III 1625 | Dorota Sybilla Hohenzollern 1) ur. 9 X 1590 zm. 9 III 1625 |  |  | Jan Kazimierz Askański ur. 7 XII 1596 zm. 15 IX 1660 | Jan Kazimierz Askański ur. 7 XII 1596 zm. 15 IX 1660 |                                                |                                                | Agnieszka Heska ur. 13/14 V 1606 zm. 28 V 1650 | Agnieszka Heska ur. 13/14 V 1606 zm. 28 V 1650 |
|                                                        |                                                        |                                                 |                                                 |                                                            |                                                            |  |  |                                                      |                                                      |                                                |                                                |                                                |                                                |
|                                                        |                                                        |                                                 |                                                 |                                                            |                                                            |  |  |                                                      |                                                      |                                                |                                                |                                                |                                                |
|                                                        |                                                        | Chrystian legnicki ur. 9 IV 1618 zm. 28 II 1672 | Chrystian legnicki ur. 9 IV 1618 zm. 28 II 1672 |                                                            |                                                            |  |  |                                                      |                                                      | Ludwika Anhalcka ur. 10 II 1631 zm. 25 IV 1680 | Ludwika Anhalcka ur. 10 II 1631 zm. 25 IV 1680 |                                                |                                                |
|                                                        |                                                        |                                                 |                                                 |                                                            |                                                            |  |  |                                                      |                                                      |                                                |                                                |                                                |                                                |
|                                                        |                                                        |                                                 |                                                 |                                                            |                                                            |  |  |                                                      |                                                      |                                                |                                                |                                                |                                                |
|                                                        |                                                        |                                                 |                                                 |                                                            |                                                            |  |  |                                                      |                                                      |                                                |                                                |                                                |                                                |

|                                                                                 |  | Fryderyk Schleswig-Holstein-Sonderburg-Wiesenburg ur. 2 II 1651 zm. 7 X 1724 OO 14 VII 1672 (tajny) 3 V 1673 (oficjalny) | Fryderyk Schleswig-Holstein-Sonderburg-Wiesenburg ur. 2 II 1651 zm. 7 X 1724 OO 14 VII 1672 (tajny) 3 V 1673 (oficjalny) | Karolina Piastówna ur. 2 XII 1652 zm. 24 XII 1707 | Karolina Piastówna ur. 2 XII 1652 zm. 24 XII 1707 |  |  |  |  |
|                                                                                 |  | | |                                                   |                                                   |  |  |  |  |
|                                                                                 |  | | |                                                   |                                                   |  |  |  |  |
|                                                                                 |  | | |                                                   |                                                   |  |  |  |  |
| Leopold (Schleswig-Holstein-Sonderburg-Wiesenburg) ur. 12 I 1674 zm. 4 III 1744 |  | | |                                                   |                                                   |  |  |  |  |

| 1. córka Jana Jerzego Hohenzollerna |